# Tetramolopium alinae
Tetramolopium alinae là một loài thực vật có hoa trong họ Cúc. Loài này được (F.Muell.) Mattf. miêu tả khoa học đầu tiên năm 1929.